# Útgarða-Loki

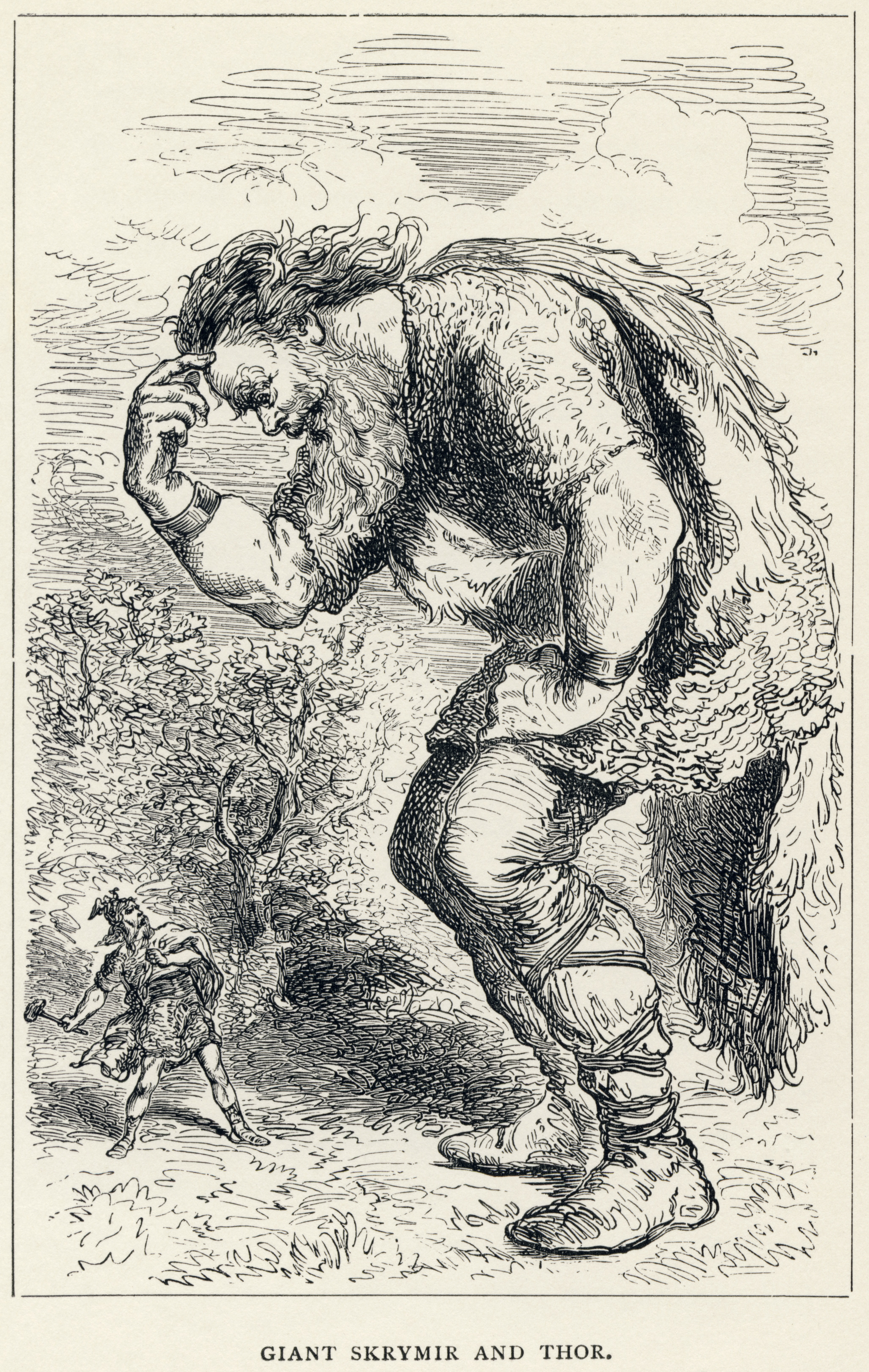
Skrýmir e Tor (c. 1891) por Louis Huard

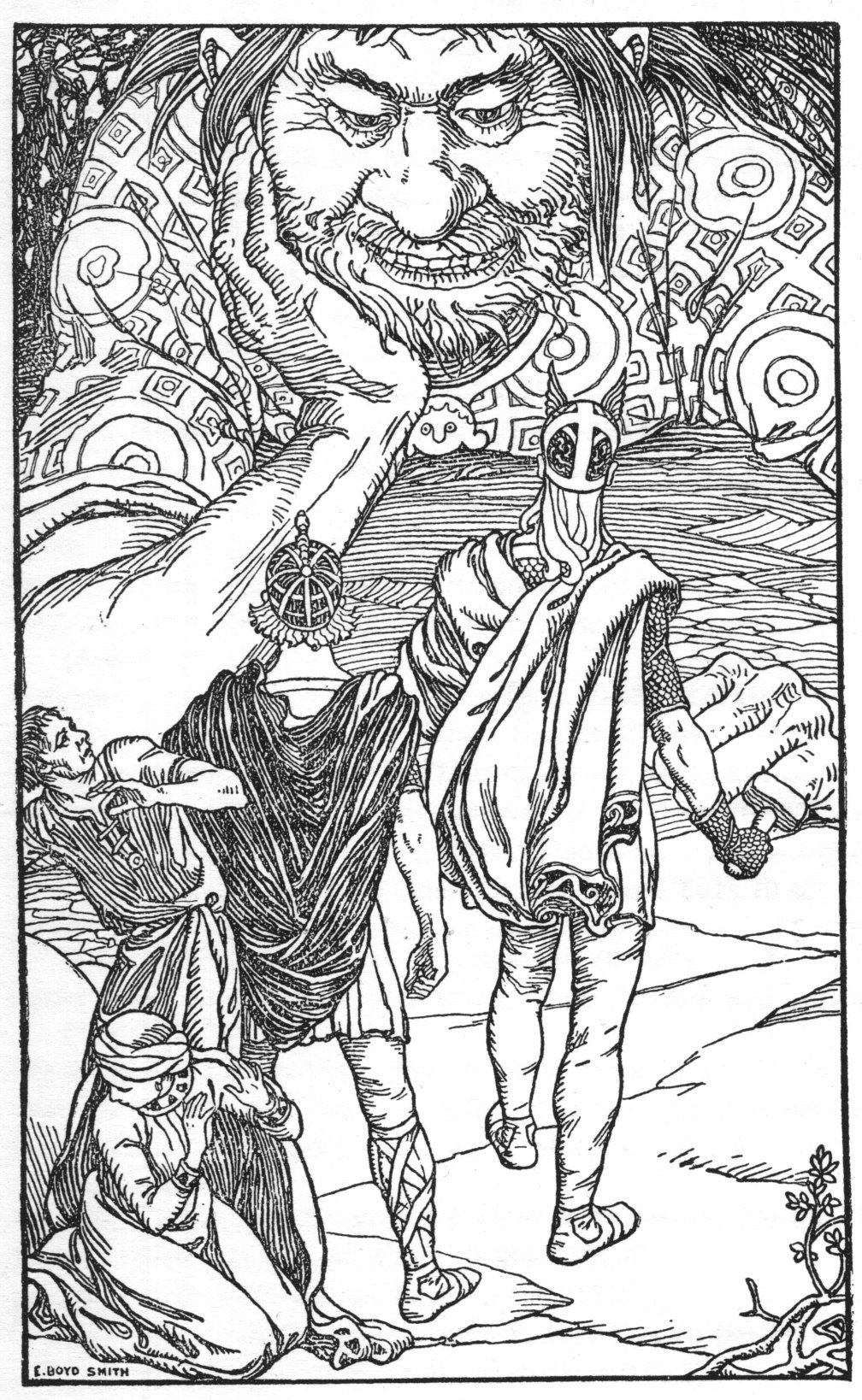
"Sou o gigante Skrymir" (1902) por Elmer Boyd Smith.

Na mitologia nórdica, Útgarða-Loki (ou Utgarda-Loki) é um gigante, mestre do castelo Útgarðr em Jotunheim. 

## Edda em prosa

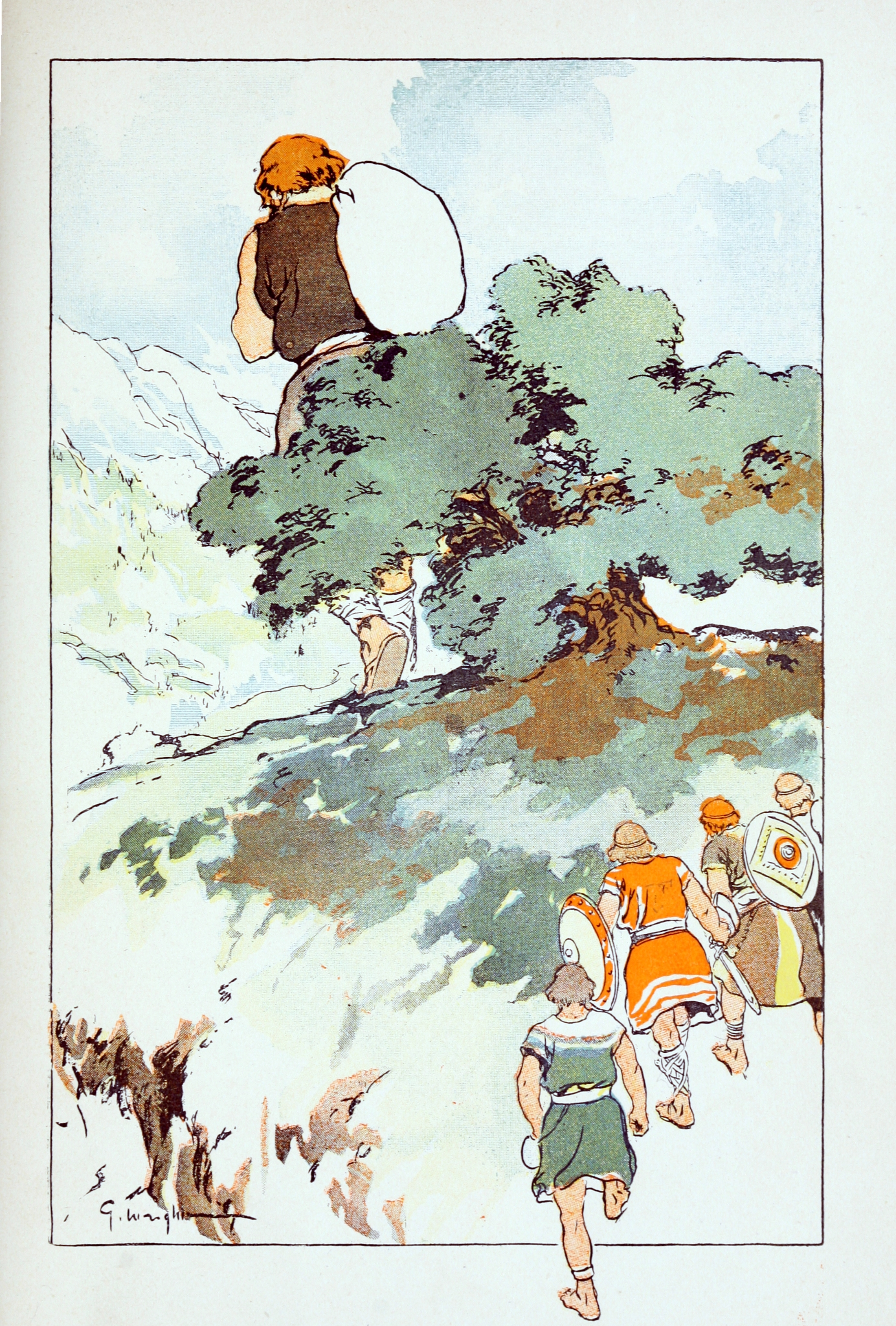
Ilustração da viagem de Thor até o Útgarða-Loki.

De acordo com o livro Gylfaginning do Edda em prosa, Thor, Þjálfi e Loki encontram o gigante Skrýmir, indo com ele à Útgarðr. Lá, completam diversos desafios organizados por Útgarða-Loki.
No livro Edda em Prosa Gylfaginning (capítulo 440) é citado um conto no qual os servos de Thor, Þjálfi e Röskva e Loki estão viajando para o leste. Eles chegam a uma vasta floresta em Jötunheimr, a terra dos gigantes, e continuam pela floresta até o anoitecer. Os quatro procuram abrigo para a noite e descobrem um imenso edifício. Encontrando abrigo em uma sala ao lado, eles experimentam terremotos durante a noite. Os terremotos causam medo a todos os quatro, exceto Thor, que agarra seu martelo em defesa. O edifício é a enorme luva de Skrýmir, que ronca durante a noite, causando o que pareciam terremotos. Na noite seguinte, todos os quatro dormem sob um carvalho perto de Skrýmir, com medo.
Thor acorda no meio da noite, e uma série de eventos ocorre onde Thor tenta destruir o sono de Skrýmir com seu martelo. Skrýmir acorda após cada tentativa, apenas para dizer que ele detectou uma bolota caindo em sua cabeça ou que ele se pergunta se pedaços de árvores dos galhos acima caíram em cima dele. A segunda tentativa acorda Skrýmir. Skrýmir lhes dá conselhos; se eles vão ser arrogantes no castelo de Útgarðr, seria melhor eles voltarem agora, pois os homens de Útgarða-Loki não vão suportar isso. Skrýmir joga sua mochila nas costas e de repente vai para a floresta e "não há relato de que o Æsir expressou a esperança de uma feliz reunião".
Os quatro viajantes continuam sua jornada até o meio dia. Eles se encontram diante de um enorme castelo em uma área aberta. O castelo é tão alto que deve dobrar a cabeça para ver a espinha. Na entrada do castelo há um portão fechado e Thor descobre que não pode abri-lo. Lutando, todos os quatro apertam as barras do portão e continuam até um grande salão. Dentro do grande salão há dois bancos, onde muitas pessoas geralmente grandes sentam. Os quatro veem Útgarða-Loki, o rei do castelo, sentado.
Útgarða-Loki diz que nenhum visitante pode ficar, a menos que possa realizar um feito. Loki, de pé na parte de trás da festa, é o primeiro a falar, alegando que ele pode comer mais rápido do que qualquer um. Loki compete com um ser chamado Logi para consumir uma vala cheia de carne, mas perde. Útgarða-Loki pergunta que façanha o "jovem" pode executar, referindo-se a Þjálfi. Þjálfi diz que tentará disputar uma corrida contra alguém que Útgarða-Loki escolher. Útgarða-Loki diz que isso seria uma grande façanha e que é melhor que seja bom correr, pois está prestes a ser testado. Útgarða-Loki e o grupo saem para um curso fundamentado.
No curso, Útgarða-Loki pede uma pequena figura com o nome de Hugi para competir com Þjálfi. A primeira corrida começa e Þjálfi corre, mas Hugi corre para o final do percurso e depois volta para encontrar Þjálfi. Útgarða-Loki comenta para Þjálfi que ele terá que correr mais rápido do que isso, mas observa que ele nunca viu ninguém que tenha ido a seu salão correr mais rápido do que isso. Þjálfi e Hugi correm uma segunda corrida. Þjálfi perde por uma flecha. Útgarða-Loki comenta que Þjálfi voltou a correr bem, mas não acredita que Þjálfi possa ganhar um terceiro. Uma terceira corrida entre os dois começa e Þjálfi perde novamente para Hugi. Todos concordam que a disputa entre Þjálfi e Hugi foi decidida.
Thor concorda em competir em um concurso de bebidas, mas depois de três imensos goles ele falha. Thor concorda em levantar um grande gato cinzento no corredor, mas descobre que ele arqueia as costas, não importa o que ele faça, e que ele só pode levantar uma única pata. Thor pede para lutar com alguém no corredor, mas os moradores dizem que isso seria humilhante, considerando a fraqueza de Thor. Útgarða-Loki então chama sua enfermeira Elli, uma mulher velha. Os dois lutam, mas quanto mais o Thor se esforça, mais difícil a batalha se torna. Thor é finalmente derrubado em um único joelho. Útgarða-Loki disse a Thor que lutar com qualquer outra pessoa seria inútil. Agora, tarde da noite, Útgarða-Loki mostra o grupo aos seus quartos e eles são tratados com hospitalidade.
Na manhã seguinte o grupo se veste e se prepara para deixar a fortaleza. Útgarða-Loki aparece, tem seus servos preparando uma mesa e todos eles comem e bebem alegremente. Quando eles saem, Útgarða-Loki pergunta a Thor como ele acha que ele se saiu nos concursos. Thor diz que ele é incapaz de dizer que foi bem, notando que ele está particularmente irritado que Útgarða-Loki falará agora negativamente sobre ele. Útgarða-Loki, uma vez que o grupo deixou sua fortaleza, aponta que ele espera que eles nunca voltem a ele, pois se ele tivesse uma ideia do que ele estava lidando, ele nunca teria permitido que o grupo entrasse em primeiro lugar. Útgarða-Loki revela que tudo não era o que parecia para o grupo. Útgarða-Loki era, na verdade, o imenso Skrýmir.
"Eu lhe direi a verdade, agora você está fora de meu castelo, e se eu vivo e tenho uma palavra, você nunca entrará novamente, e eu realmente nunca o deixaria entrar se eu tivesse conhecido sua força de antemão, e você estava muito perto de nos trazer um grande desastre, você vê, eu lancei ilusões em você, de modo que fui eu quem te conheceu no início na floresta, e quando você tentou desamarrar a comida, eu a amarrei com um Fio mágico, e você não descobriu como desatá-lo. [...] E quando você bebeu do chifre e achou lento para afundar, eu ouso dizer que foi um milagre que eu não esperava ser possível; O fim do chifre foi submerso no mar, mas você não viu isso Agora, quando você vem para a praia, você vai ver que tipo de gole você bebeu do mar, agora há uma praia onde costumava haver agua."
As disputas também eram uma ilusão. Útgarða-Loki revela que Loki tinha realmente competido contra o próprio fogo (Logi, "chamas" nórdicas), Þjálfi tinha corrido contra o pensamento (Hugi, "pensamento" nórdico antigo), o chifre em que Thor estava bebendo tinha realmente chegado ao oceano e com seus goles ele baixou o nível do oceano (resultando em marés). O gato que Thor tentou erguer era na verdade a serpente do mundo, Jörmungandr, e todos ficaram aterrorizados quando Thor foi capaz de levantar a pata desse "gato", pois Thor realmente segurara a grande serpente para o céu. A velha mulher que Thor lutou era de fato a Velhice (Elli, velha era nórdica), e não há ninguém que a velhice não possa derrubar. Útgarða-Loki conclui dizendo a Thor que seria melhor para "ambos os lados" se eles não se encontrassem novamente. Ao ouvir isso, Thor pega seu martelo e o balança em Útgarða-Loki, mas ele se foi e seu castelo também. Apenas uma paisagem ampla permanece. 

## Feitos dos Danos
No Feitos dos Danos, um navio sofre com os ventos marítimos, e sacrifícios são feitos para diversos deuses a fim de um tempo melhor. Entre os deuses estava Utgarthilocus, cujos pedidos de ajuda são correspondidos. Ao chegar na terra dos gigantes, a expedição encontra a figura do deus, Utgartha-Loki.